# To Your Eternity
To Your Eternity (不滅のあなたへ, Fumetsu no anata e) est une série de mangas japonais écrit et dessiné par Yoshitoki Ōima. Le manga a été prépublié dans le magazine Weekly Shōnen Magazine depuis septembre 2016 à juin 2025 par l'éditeur Kōdansha. La version française est éditée par Pika Édition depuis avril 2017.
Une adaptation en anime produite par Brain's Base est diffusée entre avril et août 2021. Une seconde saison produite par Drive (ja) est diffusée entre octobre 2022 et mars 2023. Une troisième saison est annoncée pour octobre 2025.
En 2019, To Your Eternity reçoit le prix du manga Kōdansha dans la catégorie shōnen.

## Synopsis
Une entité immortelle et polymorphe est envoyée sur Terre et observée : après des débuts d'existence passés sous forme minérale puis végétale, elle fait la rencontre d'un loup nommé Johan, puis d'un jeune garçon vivant seul dans un paysage enneigé.
Ainsi commence le voyage de cet être immortel à la recherche de stimulations, d'expériences et de rencontres.

## Personnages

### Personnages principaux
Imm (フシ, Fushi)
Voix japonaise : Reiji Kawashima (ja), voix française : Rémi Gutton,
Il est le personnage principal.
À l'origine une petite entité sphérique créée et observée par un puissant inconnu, il possède de par sa nature l'immortalité (la mort n'étant pour lui qu'une expérience transitoire de régénérescence), ainsi que la faculté de polymorphisme : pouvant dupliquer ou prendre la forme de tout ce qu'il a expérimenté, il va évoluer dans le monde des Hommes et progressivement accumuler le savoir nécessaire à sa survie en rencontrant d'autres formes de vie.
Son nom en version originale est une variance phonétique de 不死 (fushi, litt. « non-mort » ; « immortalité », « vie éternelle ») ; en version traduite, il est une apocope d'« immortel » ou « immortalité ».
L'Observateur (観察者, Kansatsu-sha)
Voix japonaise : Kenjirō Tsuda (ja), voix française : Serge Thiriet
Un homme déguisé en noir prétendant être le créateur d'Imm, qui semble être le seul à pouvoir le voir et l'entendre.
Ses réponses aussi vagues qu'énigmatiques, ainsi que le mystère qu'il entretient, rendent ses motivations profondes incertaines.
Il fait office de narrateur à l'histoire.

### Deutéragonistes
Le garçon dont on ignore le nom (少年, shōnen)
Voix japonaise : Reiji Kawashima (ja), voix française : Rémi Gutton
Jeune garçon vivant seul dans un village abandonné au climat rude, il a domestiqué le loup blanc Johan et discute avec lui pour pallier sa solitude.
Il est le premier Humain rencontré par Imm : celui-ci fait à son contact l'expérience de la nourriture ainsi que de la conscience de soi.
Il meurt des suites d'une blessure qu'il s'est fait en tombant à travers la glace. Imm prend son apparence après son décès.
March (マーチ, Māchi)
Voix japonaise : Rie Hikisaka (ja), voix française : Lisa Caruso
Fillette énergique d'un village de Ninanna qui veut la sacrifier au seigneur Ursiliath, elle rêve de devenir une adulte et d'avoir des enfants : elle en a déjà « six » (en fait, des peluches) avec Palona.
Elle est la première Humaine rencontrée par Imm après sa métamorphose en Homme : se comportant en « mère » de substitution avec lui, elle lui a choisi son nom et lui apprend des comportements anthropologiques de base — comme se nourrir, la parole et la toilette — mais aussi, l'affectivité.
Elle meurt d'une flèche tirée par Hayase en s'interposant pour protéger Palona. Imm prend son apparence après son décès. Grâce à son agilité, il peut facilement escalader des parois.
March est la deuxième personne qu'Imm parvient à ressusciter.
Gougou (グーグー, Gūgū)
Voix japonaise : Ryoko Shiraishi (enfant), Taku Yashiro (ja) (adolescent), voix française : Estelle Darazi (enfant), Charles Germain (adolescent)
Un ancien garçon des rues de Takunaha dont le visage est caché sous un casque en forme de tête de lézard, remplacé plus tard par un casque de dragon qui lui permet de cracher du feu.
Défiguré et laissé pour mort en sauvant Lynn, la fille qu'il aime, il fut secouru puis engagé par le Vieil Alambic dans sa distillerie, où il travaille, fait le ménage et cuisine : ses talents culinaires sont d'ailleurs reconnus par ceux qui ont déjà goûté à ses plats.
Lui apprenant les tâches du quotidien, l'esprit de famille ainsi que le lien fraternel, il considère Imm comme son petit frère et forme une « famille » de substitution avec le Vieil Alambic, Piolan et lui.
Il succombe lors de l'attaque d'un frappeur en sauvant une dernière fois Lynn. Imm prend son apparence après son décès.
Tonali (トナリ, Tonari)
Voix japonaise : Eri Inagawa (ja), voix française : Caroline Pascal
Orpheline de l'île pénitentiaire de Jananda qui piège Imm et Piolan, ses parents sont morts quand elle était très jeune, puis elle a survécu avec sa bande d'amis.
Elle rêve de quitter l'île et de sauver ses codétenus puis, ultimement, de devenir écrivaine : sa passion de longue date pour l'écriture l'a poussée à tenir un journal personnel après sa venue sur Jananda.
Devenue adulte, elle habitue son corps au poison dans le but d'en faire cadeau à Imm après sa mort, ce qui arrive quelques décennies plus tard, après un combat avec le frappeur des gardiens.
Bonshen Nicoli la Tasty Peach Uralis (ボンシェン・ニコリ・ラ・テイスティピーチ=ウラリス, Bonshen Nikori Ra Teisutipīchi Urarisu)
:Voix japonaise : Takehito Koyasu, voix française : Stéphane Ronchewski
Prince d'Uralis, il a capturé Imm dans un premier temps dans l'espoir de servir ses intérêts et de monter sur le trône. Il est très excentrique, mais il a aussi le pouvoir de voir et d'entendre les esprits des défunts. Malgré son égoïsme, il est sincèrement attaché à sa famille, ses serviteurs et au sort de son royaume.
Après que les frappeurs aient réussi à voler tous les réceptacles d'Imm, il se suicide pour lui permettre de reprendre forme humaine et de reprendre contact avec ses amis décédés.
Fa (エコ, Eko)
Voix japonaise : Ryō Hirohashi
Une jeune Doki (un peuple télépathe) sauvée par Imm. A son contact, Imm apprend à développer sa perception et à se connecter au monde qui l'entoure.
À l'origine, comme tous les membres de son peuple, elle n'avait pas besoin de nom. C'est Imm qui l'a nommée ainsi, alors qu'elle s'exerçait à prononcer le mot "chat" (en japonais, se prononce "Neko"). Pendant le siège de Renlis, elle est enlevée par les frappeurs puis sauvée par Kahaku, mais elle succombe à ses blessures quelque temps plus tard.
Kai Renald Rawle (カイ・レナルド・ロウル, Kai Renarudo Rouru)
Voix japonaise : Yasuyuki Kase, voix française : Bertrand Nadler
Un des trois guerriers "immortels" recrutés par Bonshen pour aider Imm à défendre Renlis. Issu d'une famille de forgerons qui ont perdu leur maison à cause des frappeurs, il s'est fait soldat pour devenir plus fort. Il utilise une arbalète à carreaux explosifs. Il est plusieurs fois tué et ramené à la vie par l'immortel au cours du siège de la capitale.
Hairo Rich (ハイロ・リッチ, Hairo Ritchi)
Voix japonaise : Kaito Ishikawa, voix française : Marc Maurille
Un des trois guerriers "immortels" recrutés par Bonshen pour aider Imm à défendre Renlis. Il a été formé pour devenir soldat de l'Eglise de Benett, mais n'a jamais adhéré à leur idéologie. Il s'est rallié à Imm après la destruction d'Israélis par les frappeurs. Il se bat avec une lance à eau, qui lui sert aussi à éteindre les incendies. Il est plusieurs fois tué et ramené à la vie par l'immortel au cours du siège de la capitale.
Messar Robin Bastar (メサール・ロビン・バスタル, Mesāru Robin Basutaru)
Voix japonaise : Eiji Miyashita, voix française : Benjamin Pascal
Un des trois guerriers "immortels" recrutés par Bonshen pour aider Imm à défendre Renlis. Il est un bâtard de l'empereur, et frère d'Alma qui est amoureuse de lui, ignorant jusqu'à la mort de leur père leur lien de parenté. C'est un homme très frivole, mais également un bon combattant. Il se bat avec une arme à feu. Il est plusieurs fois tué et ramené à la vie par l'immortel au cours du siège de la capitale.

### Personnages secondaires

#### Arc du village polaire abandonné
Johan (ジョアン, Joan) voix française Serge Thiriet
Loup blanc domestiqué par un garçon dont on ignore le nom. Blessé, il meurt près d'Imm qui peut ainsi prendre son apparence.
Il est la première créature — et forme de vie animale — rencontrée par Imm, qui expérimente grâce à lui les sens ainsi que les perceptions primitives.

#### Arc de Ninanna
Palona (パロナ, Parona)
Voix japonaise : Aya Uchida (ja), voix française : Marie Nonnenmacher
Jeune fille du même village que March qu'elle considère comme une sœur, elle l'adore et est prête à tout pour la protéger : elle a toutefois, et contrairement à ses semblables, une singulière incompétence au tir à l'arc, ses flèches manquant ou ricochant systématiquement sur leur cible. Elle désire que le rituel sacrificiel s'arrête pour de bon.
Elle apprend à Imm l'altruisme ainsi qu'une forme d'équité mais aussi, à devenir plus fort. Elle meurt tuée par Hayase pour se venger d'avoir contrecarré ses plans. Imm comprendra sa mort quand il arrivera à copier son être.

#### Arc de Yanome
Piolan (ピオラン, Pioran)
Voix japonaise : Rikako Aikawa, voix française : Cathy Cerda
Une vieille femme à fort caractère originaire de Takunaha.
Elle instruit Imm durant leur trajet commun depuis Yanome pour rejoindre son compagnon au pays, lui apprenant la culture, le langage ainsi que l'écriture des Hommes. Elle choisit de le suivre jusqu'à sa mort, à l'âge de quatre-vingt-dix ans. Se sentant partir, elle demande à l'homme en noir de l'aider à se réincarner de manière à être utile à Imm. Elle revient à la vie quelques décennies plus tard sous la forme d'un cheval blanc immortel qui aide comme il peut son ami.

#### Arc de Takunaha
Le Vieil Alambic (酒爺, Sake-jī)
Voix japonaise : Kentarō Tone (ja), voix française : Gérard Surugue
Compagnon de Piolan réputé aussi excentrique qu'elle, il est propriétaire de la distillerie où travaille Gougou.
Son surnom lui a été donné par ce dernier, qu'il a secouru et recueilli à la suite de son accident.
Lynn (リーン, Rīn)
Voix japonaise : Manaka Iwami (ja), voix française : Clara Soares
Une jeune fille aisée de Takunaha qui est étouffée par les choix de vie faits par ses parents, et rêve de liberté.
Elle fut aidée à retrouver son chien puis sauvée par Gougou, qui en est amoureux.
Miru (ミール, Mīru)
Animal de compagnie de Lynn, c'est un petit chien qui a l'habitude de s'enfuir dès qu'il est laissé sans surveillance.
En allant à la rencontre de Gougou, qui le nourrit, il lui permet d'initier un premier contact avec sa maîtresse.
Shin (シン)
Voix japonaise : Atsushi Abe (ja), voix française : Alan Aubert
Le grand frère de Gougou.
Il vivait sous une tente avec son cadet, avant de l'abandonner pour un groupe d'« amis » en volant leurs maigres économies.

#### Arc de Jananda
Le hibou tridactyle (ミツユビフクロウ, mitsuyubi fukurou) / Ligard (リガード, Rigādo)
Le hibou qui accompagne Tonali. Il a vécu au moins cinquante ans.
La taupe
Imm obtient la forme d'une taupe après l'avoir tué par mégarde. Cet animal lui permet d'accomplir certaines tâches primordiales de par l'utilisation de tunnels (déplacement vers des endroits difficiles d'accès, se cacher, combats... etc.). Malgré ce rôle important, la taupe n'apparait pas dans les dessins sur le mur de bois où apparaissent les autres formes dont dispose Imm.
Les amis de Tonali (トナリの仲間たち, Tonari no nakama-tachi)
Voix japonaise : Nobuyuki Kobushi (Uroi), Yūko Natsuyoshi (en) (Mia), Yū Kobayashi (ja) (Sandel), Konomi Kohara (Oupa), voix française : Arthur Raynal (Uroi), Cindy Lemineur (Mia), Marie Nonnenmacher (Sandel), Émilie Marié (Oupa)
La bande de compagnons optimistes et solidaires de Tonali, partageant le même idéal :
- Uroi (ウーロイ, Ūroi), l'aîné de la bande, un bibendum affable, responsable et polyvalent vêtu de spalières ;
- Mia (ミァ), une épéiste positive, souriante et protectrice vêtue d'un plastron ;
- Sandel (サンデル, Sanderu), un très jeune archer aussi pragmatique que facilement excitable ;
- Oupa (ウーパ, Ūpa), la plus jeune de la bande, une fillette borgne, calme et discrète armée de lames et pointes empoisonnées.

Seul Sandel survit à l'attaque des "zombies" contrôlés par les frappeurs et devient médecin.
Nando (ナンド)
Voix japonaise : Tooru Nara
Un combattant martial participant aux combats d'arène contre Imm.
Venant d'une famille de criminelle dont la mère est récemment décédée, il se bat pour sauver son petit frère de l'île.
Eran G. Dalton (エラン・ジー・ダルトン, Eran Jī Daruton)
Voix japonaise : Nobuaki Kanemitsu (ja), voix française : Charles Mendiant
Le père de Tonali décédé lorsqu'elle était encore petite.
Condamné pour le meurtre de sa femme, il atterrit à Jananda avec sa fille et participa au tournoi pour leur permettre de la quitter : cependant, bien qu'il le remporta effectivement et devint roi de l'île, il fut assassiné et jeté à la mer peu après.

#### Arc de l'errance
Hisame (ヒサメ)
Voix japonaise : Tomori Kusunoki, voix française : Caroline Combes
Petite fille d'Hayase et chef des gardiens.
Kahaku (カハク)
Voix japonaise : Mitsuki Saiga, voix française : Stéphane Marais
Un descendant d'Hayase et chef des gardiens. Cette fonction était traditionnellement occupée par une femme, mais sa mère n'a jamais eu de fille, ce qui a fait de lui son héritier. Comme ses aïeules, il finit par tomber amoureux d'Imm au point de se sacrifier pour tuer plusieurs de ses ennemis, incluant le frappeur qui le parasite.

#### Arc d'Uralis
Torta Uralis (トルタ ウラリス)
Voix japonaise : Megumi Han, voix française : Jessie Lambotte
Torta est le petit frère de Bonchien et l'héritier désigné du royaume.
Pocoa Uralis (ポコア ウラリス)
Voix japonaise : Aoi Koga, voix française : Charlotte Hennequin
Pocoa est la petite sœur de Bonchien.
Fen (フェン)
Voix japonaise : Mitsuaki Kanuka
L'un des deux fantômes qui suivent Bonchien depuis son enfance.
Nixon (ニクソン, Nikuson)
Voix japonaise : Hiroyuki Yoshino, voix française : Julien Chatelet
L'un des deux fantômes qui suivent Bonchien depuis son enfance.
Todo (アイリス, Airisu)
Voix japonaise : Akeno Watanabe, voix française : Laure Filiu
Une jeune domestique du château amoureuse de Bonchien.

#### Arc de Renlis
Alma (アルメ, Arume)
Voix japonaise : Noriko Shitaya, voix française : Noémie Orphelin
Héritière du trône de Renlis. Victime d'un frappeur, elle meurt dans les bras de son demi-frère Messal, qui demande à Imm de la ressusciter. Mais Imm ne peut pas ressusciter quelqu'un dont l'âme est déjà partie au paradis.
Cam (カム, Kamu)
Voix japonaise : Fukushi Ochiai, voix française : Pascal Grull
Guerrier un peu enrobé qui participe à la défense de Renlis. Il est amoureux de Yuiss. Tué au cours du siège, il fait partie des habitants ramenés à la vie par Imm.
Yuiss (ユイス, Yuisu)
Voix japonaise : Akira Sekine
Archère qui participe à la défense de Renlis.
Sera (セラ)
Voix japonaise : Ayaka Fukuhara
Guerrière aux cheveux gris qui participe à la défense de Renlis. Amie de Yuiss. Tuée au cours du siège, elle fait partie des habitants ramenés à la vie par Imm.
Sebas (セバス, Sebasu)
Voix japonaise : Chiharu Sawashiro
Fiancé de la mère d'Yuiss, qui participe à la défense de Renlis.

### Antagonistes
Hayase (ハヤセ)
Voix japonaise : Mitsuki Saiga, voix française : Daria Levannier
Jeune guerrière faucardeur de Yanome issue du même peuple que Palona et March, elle est censée escorter cette dernière jusqu'à son sacrifice au seigneur Ursiliath.
Après qu'il l'ait défigurée, elle développe une obsession pour Imm, qui apprend d'elle la haine meurtrière et le désir de vengeance. Elle fonde une société d'adorateurs de l'immortel, les gardiens, qui considèrent Imm comme un dieu et le veulent pour eux seuls.
Elle fusionne avec un frappeur qu'elle transmet à ses descendants après elle. Ce frappeur se nourrit du sang de son porteur, ce qui finit par le tuer et l'oblige à enfanter très tôt pour donner un nouvel hôte au parasite.
Le seigneur Ursiliath (オニグマ, Oniguma)
Un gros ours monstrueux pris pour une divinité. Il a subi de nombreux combats contre des humains, comme le prouvent les nombreuses flèches et sagaies plantées dans son corps. Ceci explique certainement pourquoi il attaque tout humain qu'il rencontre.
Il est la première des créatures rencontrées par Imm à lui faire expérimenter une « mort » violente non accidentelle, et lui apprend indirectement l'arbitraire.
Il est tué par Imm pour protéger March et Palona et l'immortel prend son apparence par la suite. Son âme ayant suivi Imm, il est ressuscité par lui en même temps que ses autres amis, mais il n'est plus agressif, domestiqué par la gentillesse de March.
Frappeur (ノッカー, Nokkā, Knocker)
Une espèce de créature née pour contrer les plans de l'Observateur en s'en prenant à Imm.
Ils ont originellement la forme d'un noyau organique parasitaire et tentent d'affaiblir ce dernier en s'acharnant à lui voler les apparences (ainsi que les expériences et souvenirs associés) qu'il a acquises, ce qui le ferait régresser jusqu'à ce qui s'apparente le plus à la « mort » pour lui (un état de vacuité irréversible) : ils motivent bon gré mal gré l'ambition d'Imm à devenir assez fort pour être apte à les vaincre seul.
Cylira (サイリーラ, Sairīra)
Voix japonaise : Mitsuru Miyamoto, voix française : Thierry Kazazian
Grand prêtre de l'église de Bennett, qui persécute Imm et ses "adeptes". Il est tué dans l'attentat suicide de Kahaku.

## Univers

### Région polaire indéterminée
Région non nommée au climat très rude où Imm, qui y est relâché sous sa forme originelle par l'Observateur, débutera son existence : dans un premier temps minérale (en tant que caillou), puis végétale (en tant que mousse) et enfin, animale puis humaine.
C'est en ces lieux inhospitaliers que se situe le village abandonné du garçon dont on ignore le nom, qui y fut laissé sur place pour prendre soin des anciennes du village, intransportables : depuis leur mort, il y réside en la seule compagnie de Johan, son loup domestiqué.
Imm fera tour à tour leur rencontre et, à leur contact, fera ses premiers pas dans son apprentissage du monde, de la vie ainsi que de la mort.

### Ninanna
Ninanna (ニナンナ) est une région administrative et provinciale voisine de Yanome se partageant entre une topographie forestière et montagnarde.
Parmi ses nombreux villages se situe celui dont sont originaires March et Palona.
Une fortification permanente y est bâtie en montagne pour accueillir l'« offrande » au seigneur Ursiliath. Ces sacrifices sont en fait une machination de Yanome pour maintenir la population sous son emprise.

### Yanome
Yanome (ヤノメ) est une nation, ainsi qu'un chef-lieu et la ville d'Hayase.
Organisationnellement plus importante que Ninanna, elle possède des infrastructures plus développées ainsi que sa propre prison.
Cette dernière y ramène avec elle Imm, March, Palona, Piolan ainsi que le seigneur Ursiliath après sa défaite.
Durant les deux cent ans qui suivront l'évasion d'Imm, Yanome deviendra la base arrière des gardiens de l'Immortel, la secte fondée par Hayase et dirigée par ses descendants. 

### Takunaha
Takunaha (タクナハ) est la région natale de Piolan, du Vieil Alambic et de Lynn, mais aussi le lieu où Gougou a grandi avec Shin. Depuis Yanome, elle n'est joignable que par voie de navigation. Yanome et Takunaha sont deux pays ennemis.
Piolan s'y fait raccompagner par Imm ultérieurement à leur fuite de Yanome : c'est durant leur trajet qu'il sera pour la première fois confronté à un Frappeur.
L'immortel finira par y séjourner durant quatre années chez cette dernière avec son compagnon, Gougou et elle comme une « famille » de substitution, ainsi que Lynn en tant qu'amie proche de la « famille ».

### Jananda
L'île de Jananda (ジャナンダ島, Jananda-shima) est une île pénitentiaire où sont exilés et détenus les pires criminels (et éventuellement, leurs familles) du continent. Tonali, qui a piégé Imm et Piolan pour les y amener, y a grandi avec sa bande.
Elle était auparavant déjà habitée et utilisée comme camp de concentration par les nations continentales. Sa population se partage entre deux catégories d'individus marqués différemment : les criminels et les autres (habitants et familles).
Fonctionnant en autarcie et le meurtre y étant autorisé, la loi du plus fort étant un principe de fait, pour faire régner un semblant d'ordre un tournoi de combats mortels est régulièrement organisé pour désigner le roi de l'île, dont les décisions et souhaits sont absolus (jusqu'à son meurtre et la désignation d'un nouveau successeur).

### Sarlnine
L'île de Sarlnine (サールナイン島, Sārunain-shima) est une île inhabitée où Imm comptait déjà se rendre avant d’atterrir à Jananda, afin d’éviter d’autres dommages collatéraux causés par ses affrontements avec les Frappeurs.
Piolan, qui l'accompagne, y finit ses jours peu de temps après leur arrivée : l’immortel y vit durant quatre décennies.
C'est une île reculée, au climat tropical et dépourvue d’habitants, qui offre les ressources nécessaires à une vie retirée de la civilisation.

## Manga
To Your Eternity (不滅のあなたへ, Fumetsu no anata e) est un manga scénarisé et dessiné par Yoshitoki Ōima. Le thème de l'immortalité est venu à l'auteur lors de la lecture de l'un de ses premiers mangas, 3×3 Eyes, à l'école primaire. Elle explique que la série « est une histoire qui prend pour base une réalité transformée en fantasy », le titre étant par exemple inspiré par la maladie de sa grand-mère.

Logo original du manga, créé par Shinobu Ohashi grâce à la technique du kiri-e.

La pré-publication de la série débute dans le numéro 50 du Weekly Shōnen Magazine sorti le 11 septembre 2016 et l'éditeur Kōdansha la publie sous format tankōbon avec un premier volume sorti le 17 janvier 2017. La série s'est conclue le 4 juin 2025 Au 12 août 2025, 25 volumes ont été publiés au Japon dont le dernier tome concluant la série.
Contrairement à la série précédente de Yoshitoki Ōima, A Silent Voice, éditée en version française par Ki-oon, To Your Eternity est publié en France par Pika Édition, qui propose une pré-publication des chapitres en version numérique, en simultané avec le Japon à partir du 9e chapitre, et en version papier avec un premier volume sorti le 19 avril 2017.
À la demande de l'auteur, une attention particulière est portée à l'adaptation de la série à l'étranger. Ainsi, le titre international, To Your Eternity, est une traduction presque littérale du japonais Fumetsu no anata e (不滅のあなたへ). De plus, Shinobu Ohashi, le créateur du logo japonais en papier découpé selon l'art japonais du kiri-e, a également réalisé le logo international.

## Anime

Logo original de l'anime.

Début janvier 2020, Kōdansha révèle que le manga est adapté en une série télévisée d'animation pour la NHK Educational TV. La série de 20 épisodes est réalisée par Masahiko Murata au studio Brain's Base sur les scripts de Shinzō Fujita, avec Koji Yabuno en tant que character designer et Ryō Kawasaki composant la bande originale ; la NHK est créditée pour la production de la série.
Initialement prévue en octobre 2020, la première diffusion de la série est repoussée au 12 avril 2021 en raison de l'impact de la pandémie de Covid-19 au Japon sur la production,. Crunchyroll et ADN possèdent les droits de diffusion en simulcast de la série dans les pays francophones,. Depuis le 31 mai 2021, une version française est également diffusée par Crunchyroll,, réalisé par le studio de doublage Time-Line Factory, sous la direction artistique de Mélanie Anne Paillié et de Jessie Lambotte avec des dialogues adaptés par Ophélie de San Bartholomé et Baptiste Barré.
Une deuxième saison est annoncée à la fin de la première saison. Drive a remplacé Brain's Base pour l'animation de la deuxième saison, tandis que Kiyoko Sayama a remplacé Masahiko Murata au poste de réalisateur. Le reste de l'équipe principale revient pour la seconde saison. La série est diffusée du 23 octobre 2022 au 12 mars 2023 en simulcast sur Crunchyroll.
Une troisième saison est annoncée à la fin de la deuxième saison. Celle-ci est prévue pour octobre 2025.

### Musique
Les musiques originales de l'adaptation animée sont composées par Ryō Kawasaki (川崎龍, Kawasaki Ryō).

#### Génériques
La musique du générique d'ouverture à partir du second épisode (et de fermeture pour le premier), PINK BLOOD, est composée et interprétée par Hikaru Utada.
Celle du générique de fermeture à partir du second épisode, Mediator, est une pièce instrumentale composée et arrangée par Masashi Hamauzu.
| Fumetsu no anata e (不滅のあなたへ) | Fumetsu no anata e (不滅のあなたへ) | Fumetsu no anata e (不滅のあなたへ)       | Fumetsu no anata e (不滅のあなたへ) | Fumetsu no anata e (不滅のあなたへ) | Fumetsu no anata e (不滅のあなたへ)         |
| Début                               | Début                               | Début                                     | Fin                                 | Fin                                 | Fin                                         |
| Épisodes                            | Titre                               | Artiste                                   | Épisodes                            | Titre                               | Artiste                                     |
| ----------------------------------- | ----------------------------------- | ----------------------------------------- | ----------------------------------- | ----------------------------------- | ------------------------------------------- |
| 2–20                                | PINK BLOOD                          | Hikaru Utada (宇多田ヒカル, Utada Hikaru) | 1                                   | PINK BLOOD                          | Hikaru Utada (宇多田ヒカル, Utada Hikaru)   |
| 2–20                                | PINK BLOOD                          | Hikaru Utada (宇多田ヒカル, Utada Hikaru) | 2–20                                | Mediator                            | Masashi Hamauzu (浜渦正志, Hamauzu Masashi) |

## Réception
To Your Eternity est désignée comme « BD de la semaine » par Élodie Drouard de France Info. Pour la journaliste, « véritable récit sur la quête d'identité, To Your Eternity aborde des sujets profonds comme la mort et la mémoire en laissant libre cours à l’imagination du lecteur. En mélangeant avec fluidité les dessins de personnages réalistes (le loup, le jeune garçon) avec d’autres plus enfantins et comiques (March), Yoshitoki Oima parvient à créer une alchimie parfaite entre la gravité de son propos et la légèreté des scènes autour de l'apprentissage de Fushi ».
En 2019, le manga reçoit le prix du manga Kōdansha dans la catégorie shōnen, aux côtés de The Quintessential Quintuplets. Le manga a reçu également le prix meilleure nouvelle série à la Japan Expo Awards 2018.